# Dick's Picks Volume 15
Dick's Picks Volume 15 je koncertní trojalbum americké rockové skupiny Grateful Dead, nahrané 3. září 1977 v Englishtownu, New Jersey. Jedná se o patnáctou část série Dick's Picks.

## Seznam skladeb
| Disk 1 | Disk 1                                 | Disk 1                      | Disk 1 |
| Pořadí | Název                                  | Autor                       | Délka  |
| ------ | -------------------------------------- | --------------------------- | ------ |
| 1.     | Introduction                           | Scher                       | 0:41   |
| 2.     | Promised Land                          | Chuck Berry                 | 5:08   |
| 3.     | They Love Each Other                   | Jerry Garcia, Robert Hunter | 7:41   |
| 4.     | Me & My Uncle                          | John Phillips               | 3:52   |
| 5.     | Mississippi Half-Step Uptown Toodleloo | Garcia, Hunter              | 13:34  |
| 6.     | Looks Like Rain                        | Bob Weir, John Barlow       | 7:52   |
| 7.     | Peggy-O                                | traditional                 | 9:18   |
| 8.     | New Minglewood Blues                   | Noah Lewis                  | 5:20   |
| 9.     | Friend of the Devil                    | Garcia, John Dawson, Hunter | 8:13   |
| 10.    | The Music Never Stopped                | Weir, Barlow                | 7:03   |

| Disk 2 | Disk 2             | Disk 2                     | Disk 2 |
| Pořadí | Název              | Autor                      | Délka  |
| ------ | ------------------ | -------------------------- | ------ |
| 1.     | Bertha             | Garcia, Hunter             | 8:35   |
| 2.     | Good Lovin'        | Rudy Clark, Arthur Resnick | 6:00   |
| 3.     | Loser              | Garcia, Hunter             | 8:37   |
| 4.     | Estimated Prophet  | Weir, Barlow               | 9:29   |
| 5.     | Eyes of the World  | Garcia, Hunter             | 13:17  |
| 6.     | Samson and Delilah | Rev. Gary Davis            | 6:40   |

| Disk 3 | Disk 3           | Disk 3                          | Disk 3 |
| Pořadí | Název            | Autor                           | Délka  |
| ------ | ---------------- | ------------------------------- | ------ |
| 1.     | He's Gone        | Garcia, Hunter                  | 14:18  |
| 2.     | Not Fade Away    | Buddy Holly, Norman Petty       | 19:58  |
| 3.     | Truckin'         | Garcia, Phil Lesh, Weir, Hunter | 10:05  |
| 4.     | Terrapin Station | Garcia, Hunter                  | 11:02  |

## Sestava
- Jerry Garcia - sólová kytara, zpěv
- Phil Lesh - basová kytara, zpěv
- Bob Weir - rytmická kytara, zpěv
- Donna Jean Godchaux - zpěv
- Keith Godchaux - klávesy
- Bill Kreutzmann – perkuse
- Mickey Hart - bicí